# Настанак Краљевине Босне
Настанак Краљевине Босне представља историјски догађај који се одвијао у јесен 1377. године, око Митровдана, православног празника посвећеног Димитрију Солунском, када је тадашњи бан Босне, Твртко Котроманић у манастиру Милешева, крунисан за краља Стефана Твртка I Котроманића, а Бановина Босна уздигнута у ранг краљевине.
Твртко је узео име Стефан како би се изједначио са својим прецима Немањићима, за које се везивао и чију је традицију желио да настави. Постао је „по милости Божијој краљ Србљем, Босни, Поморју и Западним странам”. Нема података о томе да је у милешевском храму и новој краљици Доротеји стављена круна на главу. Био је то важан историјски догађај коме су присуствовале бројне највише званице. Обред је био свечан, византијско-немањићки, исти као када је Свети Сава крунисао Стефана Првовенчаног.

## Историјска позадина
Када је на власт дошао Твртко Котроманић 1353. године, његова титулатура најчешће је гласила „бан босански” па се на тај начин у први план ставља Босна и њена државност. Твртко је истовремено био и „господин” Соли, Усоре и Хумске земље, као и његов стриц Стефан II Котроманић, али код њега тада још није сазрела идеја да се прогласи за краља Срба или српских земаља. Оваква се идеја могла родити тек послије смрти краља Вукашина и цара Уроша, а у највећој мјери након укључења земаља освојених од Алтомановића у Бановину Босну, а које су увијек чиниле политичко језгро старе Србије. На овом простору била је дубоко укоријењена идеја о неопходности постојања српске државе и српске државности, а такође била је још жива успомена на краљеве и цареве из династије Немањића. Одлука о узимању краљевске титуле пала је по свој прилици одмах послије запосједања Требиња, Конавала и Драчевице, почетком 1377. године. Бан Твртко је тада био господар знатног дијела старих земаља Немањића, које су се простирале између Неретве и Лима, чија је укупна површина била већа од површине области Босне у ужем значењу ове речи. Владање над великим дијелом старих земаља Немањића обавезивало је Твртка I Котроманића да узме титулу краља, која је деценијама припадала Немањићима.
Послије територијалног ширења своје државе, Твртко је имао један дио првобитних Немањиних земаља, манастир Милешеву са гробом српског просветитеља Светог Саве, и крвно сродство са Немањићима. Српска црква је Светом Сави приписивала у заслугу уздизање српске државе у ранг краљевине, а први српски писани родослов настао је пред крунисање Твртка круном Немањића, чиме се настојала истаћи веза између Твртка и Немањића. У то вријеме забиљежено је и схватање да је Свети Сава сматран као нека врста вјечитог небеског чувара краљевства лозе Немањића, а Твртко који Немањиће назива својим „прародитељима” — насљеђујући њихове традиције — не би имао светијег мјеста за своје крунисање до Савиног гроба. Све ово му је дало легитимитет да наслиједи српски престо и крунише се за краља 1377. године.

## Крунисање Твртка Котроманића
Владимир Ћоровић о Твртковом крунисању у дјелу „Историја српског народа” пише:
Послије успјеха постигнутих против Алтомановића и Балшића ријешио је Твртко да своје дјело крунише и видно. У Милошеву, над гробом Св. Саве, вјероватно на Митров-дан 1377, крунисао се Твртко за краља ’Срблнємь и Боснě и Поморих и Западнимь Странамь’. Крунисање није извршено у Жичи, по старој традицији Немањића, по свој прилици за то, што се она није налазила у Твртковој власти, али је Милешево, са гробом Св. Саве, чији је култ међу Србима био већ знатно развијен, и као задужбина Немањића изабрано намјерно да се нагласи то везивање за старо насљеђе. Од тада, он се, по обичају српских владара, назива Стефан Твртко; на свој двор доводи посебног логофета из Рашке и с њим српске краљевске обичаје; од Дубровчана прима 2.000 перпера светодимитарског дохотка који су они дотле плаћали српским владарима. 

### Претензије на краљевску круну
Због родбинске повезаности са лозом Немањића бан Твртко за своје мјесто крунисања није изабрао своју дворску цркву у Трстеници, крај свога двора у Бобовцу, посвећену Светом Григорију Богослову Назијанском, који је био заштитник Бановине Босне, већ је крунисање обављено у цркви Светог Спаса у Милешеви, која је потпала под Тврткову државу након распада царства. Будући краљ Твртко позивао се на своје претке Немањиће. Тврткова баба Јелисавета, жена бана Босне Стефана I Котроманића, била је кћерка краља Стефана Драгутина Немањића. При заснивању нове краљевске династије, та крвна веза омогућила му је да своме имену дода немањићко владарско име Стефан.

### Припреме за крунисање
Прије Митровдана 1377. године свечана поворка, колона коњаника и коња са товарима упутила се према манастиру Милешеви. Међу коњаницима је био и бан Твртко Котроманић, а вјероватно и његова супруга, баница Доротеја. На једном од товара била је његова нова краљевска одора, краљевска круна, пурпурни краљевски плашт и дијадема те друге ознаке краљевског достојанства. Предстојао је историјски догађај, крунисање „сугубим вијенцем”, двоструком круном, немањићком и котроманићком, првог краља из династије Котроманића, који ће постати „по милости Божијој краљ Србљем, Босни, Поморју и Западним странам”. Све ће се то збивати над моштима Светог Саве, који је крунисао првог српског краља Стефана Првовенчаног.

### Мјесто крунисања
Милешева, једна од најчувенијих српских богомоља у којој је био ковчег са моштима Светог Саве, помјерањем граница нашла се у то вријеме на простору Бановине Босне. Око цркве су били подигнути конаци, манастир је имао бројно братство, а међу калуђерима било је великих духовника, вјештих преписивача књига и живописаца, мајстора за израду црквених ствари. Често су га даривали српски владари и остале велможе, пунећи његову чувену ризницу. Манастир је имао велике посједе који су му доносили знатне приходе. Крунисање краља Твртка I било је догађај који је изазвао велику пажњу. Међу владарима сусједних земаља и велможама који су се уздигли на остацима српског царства, овај поступак Твртка Котроманића није имао великих противника. Најистакнутији српски великашки кнез Лазар Хребељановић и Вук Бранковић гајили су пријатељска осјећања према бану Твртку Котроманићу и нису имали ништа против његовог крунисања. Тако се понашао и мађарски краљ Лајош. Није искључено да су међу господом која је присуствовала овоме догађају били и кнез Лазар Хребељановић и Вук Бранковић.
Сам Твртко у повељи Дубровчанима од 10. априла 1378. каже: „… и идох в србскују земљу … и тамо шдшу ми венчан бих богом дарованим ми венцем на краљевство преродитељ мојих”, тј. Немањића. Мавро Орбин у своме дјелу „Краљевство Словена” наводи да је крунисан „од стране митрополита манастира Милешеве и његових монаха у цркви поменутог места”. Иван Лучић у трећој глави четврте књиге „О Краљевству Далмације и Хрватске” пише:
Према Орбину, Стефан је док је био жив употребљавао титулу бана, а његовог синовца, такође Стефана, званог Твртко, насљедника Бановине, Лајош, краљ Угарске, обдарио је босанском круном... Тако је, дакле, босански бан, уз помоћ и дозволу сродника и зета Лајоша, узео титулу ’од Краљевства Рашке’, али пошто су он и његови насљедници боравили у Босни, називани су краљевима Босне. Први помен овог краља Рашке пронађен је у писму Марије, краљице Угарске, упућеном Дубровчанима 1383. године.
Фарлати пише на основу Орбина и Лучића:
Пошто је поразио домаће и стране непријатеље, Твртко је уз пристанак свог зета краља Лајоша, узео 1377. године титулу краља Босне. Пошто му је уз свечану помпу и приредбу митрополит, или којновијарх василијевског манастира Милешеве предао краљевске инсигније, изабрао је да се зове Стефан Мирча. Међутим, када је у оним ратовима, које је Лајош водио против краљева Србије, задобио мноштво присталица и заузео дио Рашке, придодао је себи титулу краља Рашке, прије свега зато што је послије смрти посљедњег српског краља Вукашина ово краљевство, које су дијелом заузели Турци, а дијелом сусједни господари, остало без свог краља. Зато се у својим повељама титулише као Стефан Твртко по милости божјој краљ Рашке, Босне, Приморја (тј. области Захумља која се простире све до мора, коју је касније повјерио кнежевима из породице Хранић) итд.
Уобичајено је било да се владари из исте владарске лозе крунишу у цркви у којој се крунисао њихов родоначелник. Међутим, нема историјских података гдје су крунисани потоњи краљеви Босне, Тврткови насљедници. Није искључено да се то дешавало у Милешеви. Сви Тврткови насљедници на краљевском трону су носили сличну титулу, која је почињала са „краљ Срба, Босне…”.

### Обред крунисања
Да би један владар био крунисан у православној цркви, он мора прије свега да испуни основни услов — да исповиједа православну вјеру. Тај услов морао је испунити и Твртко Котроманић, јер православна црква са тим никада није правила компромисе. У доба крунисања Твртка Котроманића, још увијек траје вијек цара Душана који је латинску јерес сматрао не само вјерском заблудом него и опасношћу за државу. То исто важи и за богумилство. Прије него што је кренуо према Милешеви, Твртко је испунио основни услов: доказао је да исповједа православну вјеру. За то није била довољна само његова изјава, него и низ доказа од стране црквених људи из његовог окружења, укључујући и његове духовнике. Нема ни једног примјера да је Српска црква на пријесто увела владара који не исповиједа православље. На максималну сериозност у приступу указује и чињеница да је за дан крунисања изабран дан тако великог црквеног и народног празника какав је Митровдан.
Оно што је карактеристично за Твртково крунисање је преузимање немањићког владарског имена стефан. Носили су га касније сви босански краљеви. Сам Твртко га је употребљавао у облику Стефан Твртко, па чак и само Стефан. Након крунисања су се на Твртковом двору јавили називи звања преузетих из Србије, из времена Краљевства: протовестијар, логотет, ставилац. Титуле и чинови деспота, ћесара и севастократора, које су додељивали српски цареви су изостављене.

### Чин крунисања
Зна се да је бана Твртка и његову пратњу у манастиру чекао митрополит са свештенством и монаштвом, те да су ту заноћили више од једне ноћи. Крунисање је обављено 8. новембра (26. октобра по старом календару) 1377. године. Литургију је служио митрополит са свештенством. У олтар милешевског храма Светог Спаса ушли су митрополит са свештеницима и бан Твртко. Претходно је тамо заједно са свештеничким одеждама била унијета Тврткова краљевска одора. Краљевска круна, пурпурни плашт и друга краљевска обиљежја положени су преко плаштанице на покретном столу, који ће касније бити изнијет испред олтара. Крунисање је било налик хиротонисању данашњих српских епископа. Будући краљ је у вријеме литургије био у олтару; учествовао је, као и свештеници, у великом входу, у коме иначе могу да учествују само свештена лица. Прије причешћа будући краљ је пред митрополитом и високим званицама у милешевском храму, стојећи поред ковчега Светог Саве, изговорио симбол вјере, чиме је свима недвосмислено показао да исповиједа православље. Затим је, ту пред олтаром, обећао да ће штитити и помагати православну цркву и да ће се борити против јереси. Након тога услиједило је причешће, када се будући краљ заједно са свештеницима, причестио у олтару. Затим је по свештеноправилу које је реконструисао Никола Радојчић, наступио чин крунисања. Завршни дио тог чина одиграо се испред олтара, близу средине милешевског храма, пред фрескописаним лицима српских владара-светитеља Стефана Немање, Стефана Првовенчаног и његових синова Радослава и Владислава. Ђакони су из олтара изнијели покретни сто на коме су били краљевски плашт и круна. Пришли су бан Твртко и митрополит. Затим је митрополит узео „своструки сугуби вијенац”, круну Котроманића и уз клицање свештеника ставио је на главу првог краља новоустановљене краљевске династије Котроманића. Племство и народ из храма су одговарали: „Достојан.” Митрополит је новог краља огрнуо краљевским пурпурним плаштом, а затим га миропомазао.

#### Сугуби вијенац
О смислу Твртковог крунисања за краља највише говори документ логотета Владоја из Рашке у повељи за Дубровчане од 10. априла 1378. године. Вјероватно није пуки случај што се баш у овој „великој повељи” — како су је Дубровчани касније помињали, повељи којом се на Твртка преносе права српских владара према Дубровнику — налази јасно и језгровито изражена једна теорија средњег вијека. Сугуби вијенац се овдје употребљава фигуративно, он је двострук јер одговара двјема државама које су дошле под Тврткову власт, Србији и Босни.
Крунисање је обављено на легалан начин, пошто је Твртко примио краљевску круну из руку једног од највиших представника Српске цркве, милешевског митрополита и уз сагласност српског патријарха Јефрема. Овако стечену круну нико од обласних господара у српским земљама није могао да оспори, па је заиста никада нико није ни оспоравао, нити је посегнуо за њом. „Света круна” српских краљева остала је у трајном поседу династије Котроманића, практично до пада босанске државе под власт Турака. Једино је последњи краљ Стефан Томашевић затражио и добио другу круну од папе — и то две године пре коначног пада Босне. Све до тог времена босански краљеви су крунисани круном краља Твртка I, која се чувала у граду Бобовцу. Била је то „света круна” (лат. sacra corona), па је као таква трансперсонална, пошто се не везује за једну личност већ за краљевско достојанство. Захваљујући присуству краљевске круне и краљевског пријестола, уздигнута је врховна власт у босанској држави на виши ниво.

### Након крунисања
Краљ Твртко I није се ограничио само на узимање краљевске круне и пратеће титулатуре, нити пак на звања која су постојала у држави Немањића, већ је истовремено преузео и најважнија права и обавезе српских краљева. Настојао је да поштује одредбе у уговорима између Дубровчана и краљева из династије Немањића, па је са таквим образложењем укинуо и „трг соли” у граду Светог Стефана, будућем Херцег Новом. Када се трудио да запосједне град Котор и пошто је постао његов господар, истицао је да је то град његових предака. У исто вријеме примао је од Дубровчана „доходак српски” од 2.000 перпера, који су они раније исплаћивали владарима из династије Немањића. Уз све наведено, краљ Твртко I је преузео на себе и најтежу обавезу, да брани Србе и српске земље од страних завојевача, па је послао своју војску на Косово 1389. године, сматрајући да то није само борба између кнеза Лазара и емира Мурата, већ да тамо рат против Турака води његово краљевство. Нема никакве сумње да је српска државност, са Твртковим крунисањем за краља, оснажена у оквирима тадашње босанске државе. Од тог времена она ће наставити да живи, у неким областима са јачим а у неким са слабијим интензитетом, све до пада босанске државе под власт Турака.
Краљ Твртко I Котроманић, након свога крунисања за краља Срба, своје краљевање обиљежио је и ковањем златног новца, а за сада је то једини познати златни новац српског средњег вијека. Твртков златник пронађен је у тврђави Милешевац, изнад манастира Милешева. Златник је пронађен потпуно нов, као да је тек из ковнице изашао, што значи да је вјероватно кован на том мјесту — и, такође, да је кован у част Твртковог крунисања круном Немањића. Након крунисања за краља, Стефан Твртко на грб Котроманића ставља кринове (љиљане), као симбол краљевске власти дате од Бога. Прије чина крунисања на грбу Котроманића није било кринова. Нема сумње да су кринови преузети из Рашке након крунисања Твртка круном Немањића, јер је краљевска круна Немањића била љиљанова круна, а такође и на њиховом новцу, фрескама, црквама и манастирима налазе се прикази љиљана. На фресци из цркве Светог Димитрија у Пећкој патријаршији, на којој су приказани цар Душан, његов син Урош и Свети Сава, краљевска круна на глави Уроша је управо љиљанова круна.